# Marcelo Labarthe
Pour les articles homonymes, voir Labarthe et Marcelo.
Marcelo Labarthe, de son nom complet Marcelo Martini Labarthe, est né le 12 août 1984 à Porto Alegre (Brésil). Il évolue au poste de milieu de terrain.